# Buenos Aires, la tercera fundación
Buenos Aires, la tercera fundación  es una película semidocumental de Argentina filmada en colores dirigida por Clara Zappettini sobre su propio guion escrito en colaboración Roberto Grasso con textos de Elena Mignaqui con fragmentos del poema Fundación mítica de Buenos Aires de Jorge Luis Borges que se estrenó el 5 de junio de 1980.

## Sinopsis
Para Fernando Masllorens de Convicción el filme es un:

«Homenaje a Buenos Aires en su cuarto centenario.»

## Reparto
Voces desde fuera de pantalla
- Luis Medina Castro
- Hugo Arana
- Héctor Da Rosa
- Ivonne Fournery
- Cecilia Gispert
- Norma Taner

Colaboradores
- Pedro Ignacio Calderón
- Caloi
- Canela,
- Roberto De Vicenzo,
- Milagros de la Vega
- Irene Guimaraez
- Adolfo Jasca
- Miguel Najdorf,
- Antonio Pujía
- Carlos Alberto Reutemann,
- Edmundo Rivero
- Ernesto Sabato
- Valeria Watson

Entrevistados
- Eduardo Rovira
- Quique Lanoo
- Joaquín Mora
- Ricardo Dal Farra
- Alfredo Zapettini

## Comentarios
La Nación opinó:

«No se trata de un audiovisual…Bien realizado documental…montaje soberbio de Miguel Pérez…ironía, emotividad y dramatismo.»

Manrupe y Portela escriben:

«Es un ejemplode cómo hacer un cuasi-documental no aburrido. Técnicamente bueno.»